# Крива вежа
Крива вежа (пол. Krzywa Wieża) — середньовічна вежа на території Старого міста в Торуні (Польща), відома значним відхиленням від вертикалі (1,46 м). Вулиця, на якій розташована вежа, має назву «Під Кривою вежею» (пол. Pod Krzywą Wieżą).

## Історія
Вежа на березі Вісли була побудована в другій половині XIII століття. У той час вона була частиною міських стін і виконувала оборонні функції. У XVIII столітті вежа була істотно перебудована: зокрема, до наявних спочатку трьох стін було додано четверту. Відповідно, змінилося й її призначення: вежа перетворилася у жіночу в'язницю.
Впродовж XIX століття Крива вежа почергово грала роль кузні, житла майстрів-ковалів і просто житлових приміщень. У XX столітті в ній розміщувалися різні товариства та громадські організації, пов'язані з культурою, а також навіть кав'ярня і сувенірний кіоск.
У 2008 році проведено реставрацію вежі. В ході робіт було виявлено розписи на фризі, які були відтворені в первісному кольорі. У ході реставрації був також повністю оновлений інтер'єр вежі.
На даний час приміщення вежі займає Торунський відділ культури. Вона також відкрита для відвідувачів: з-поміж іншого туристи можуть вийти на оглядовий майданчик із видом на набережну Вісли, придбати сувеніри, поставити пам'ятну печатку тощо.

## Опис

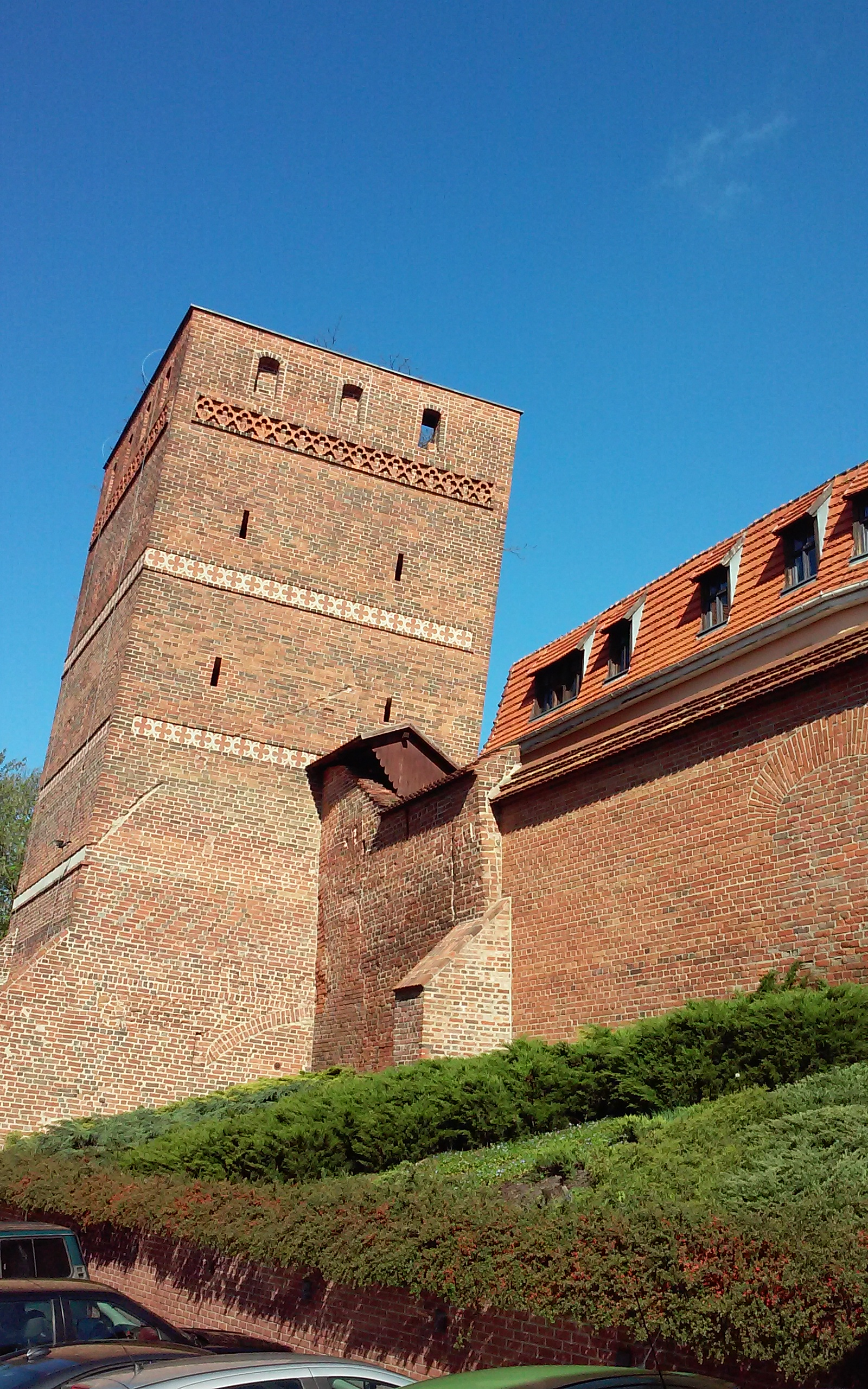
Вид вежі з південного боку

Вежа побудована з червоної цегли, в тому ж стилі, що і решта міських стін. Спочатку Крива вежа була рівною, але з часом істотно відхилилася від вертикалі. Це сталося через просідання піщано-глинистого ґрунту. Відхилення складає 5° 13' 15", тобто 1,46 м при загальній висоті вежі 15 м. Варто зазначити, що це більше, ніж нахил знаменитої Пізанської вежі, котрий дорівнює всього 3,97°.

## Легенди
З історією Кривої вежі пов'язано безліч легенд. Найвідоміша з них розповідає про лицаря Тевтонського ордена, який постійно бешкетував в місті і вів себе негідно. Зрештою, жителям Торуня це набридло; вони схопили його, зв'язали і кинули в підземелля. Там він невпинно голосив, благав про помилування і обіцяв змінити свою поведінку на краще. Мер зглянувся над лицарем і повелів городянам випустити його. Але ті не хотіли відпускати лицаря безкарно і зажадали, щоб він збудував башту настільки ж криву, як і його гріхи. Лицар взявся за тяжку роботу, однак за місяць йому вдавалося вибудувати не більш метра. Так він працював 15 місяців і побудував 15-метрову вежу, а кожен сантиметр нахилу означав один із його гріхів. Відтоді жителі Торуня перевіряють за допомогою вежі, наскільки чиста у кожного совість. Для цього потрібно стати впритул до стіни, притулившись до неї спиною і п'ятами, витягнути руки вперед і протриматися в цьому положенні, рахуючи до 10. Через сильний нахил вежі виконати це вкрай складно. Ті ж, хто зможе успішно впоратися із завданням, навіть мають змогу отримати сертифікат, що підтверджує чистоту совісті.
Насправді вежа була побудована одночасно з іншим комплексом міських стін і виглядала аналогічно з іншими вежами. Відхилення від вертикалі сталося пізніше, хоча, ймовірно, вже в XIII столітті. У минулому, однак, деякі вважали, що це кара божа за «блюзнірське» відкриття Коперника (уродженця Торуня). Ця думка навіть досягла Риму і стала однією з причин включення творів Коперника в Індекс заборонених книг.
Ще одна легенда, пов'язана з вежею і її кривизною, пояснює походження назви міста. В один прекрасний день Вісла, протікаючи повз Торунь, побачила вежу, якій дуже хотілося мандрувати так, як мандрують річки. Віслі стало шкода вежу, і вона вирішила розповісти їй про все, що бачила, протікаючи чужими краями. Однак вежі скоро набридла її балаканина, і між ними виникла суперечка. Вісла стала підступати все ближче до башти, погрожуючи розмити її. Вежі довелося відсуватися в сторону міста і незабаром вона зрозуміла, що довго їй не вистояти. Тоді вона почала благати, щоб Вісла не підступала ближче, бо вона впаде. На що річка відповіла: «Ну і падай!» (пол. To ruń!). Повз проходили купці і задумалися, що ж за прекрасне місто перед ними. Тоді-то і долинув до них голос річки, й вони записали назву на карті.